# Governo provvisorio della Lituania

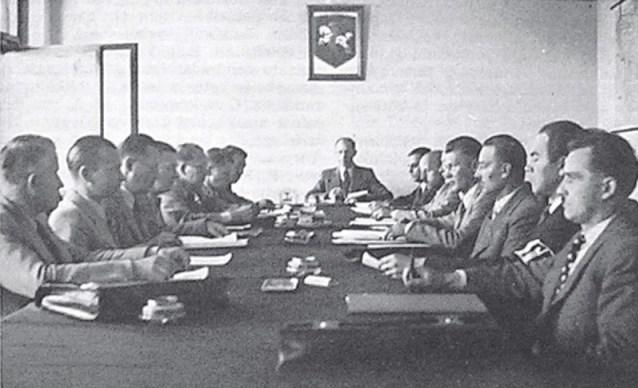
Riunione del Governo Provvisorio della Lituania presieduta da Juozas Ambrazevičius presso Kaunas nel 1941

Il governo provvisorio della Lituania (in lituano: Lietuvos Laikinoji Vyriausybė) fu un governo temporaneo che agì al fine di ripristinare l'indipendenza della Lituania durante gli ultimi giorni della prima occupazione sovietica e i primi mesi dell'occupazione tedesca nel 1941. L'esecutivo fu segretamente formato il 22 aprile 1941, annunciato il 23 giugno 1941 e sciolto il 5 agosto 1941. A costituirlo furono i membri del Fronte attivista lituano (LAF) a Kaunas e Vilnius.

## Storia

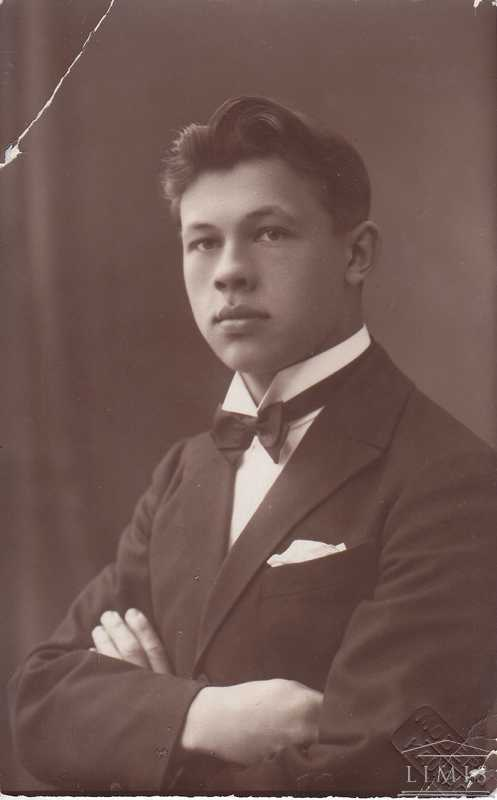
Juozas Ambrazevičius-Brazaitis, primo ministro ad interim del governo provvisorio

Si convenne di formare un governo provvisorio il 22 giugno 1941, all'inizio della rivolta di giugno. Tuttavia, il leader del LAF, Kazys Škirpa, che avrebbe dovuto assumere la carica di Primo Ministro, era in Germania in quel momento e sperava di ottenere il riconoscimento tedesco della Lituania come stato indipendente (essendo stato in passato rappresentante diplomatico presso l'ambasciata lituana di Berlino, continuò a risiederci anche alla fine del suo mandato). Poiché Hitler mirava a rendere la Lituania una parte della Grande Germania, non si dimostrò disponibile a riconoscere la sovranità lituana, permettendo tuttavia al governo provvisorio di operare e magari aprire un ponte alla futura annessione. A Kazys Škirpa non fu permesso di lasciare la Germania e tornare in patria per lavorare con il governo; finì invece agli arresti domiciliari. Anche a un altro ministro che si trovava a Berlino, Rapolas Skipitis, fu impedito di andarsene.
Vytautas Bulvičius, ministro della difesa, fu arrestato dalle truppe sovietiche il 2 giugno. Il suo posto fu quindi assunto dal generale Stasys Raštikis. Il 21 giugno 1941 (appena un giorno prima che la Germania dichiarasse guerra all'Unione Sovietica e che scoppiasse la rivolta di giugno), quattro membri del governo pianificato furono arrestati dai sovietici: si trattava di Vladas Nasevičius, Vytautas Statkus, Jonas Masiliūnas e Jonas Vainauskas, i quali furono incarcerati nella prigione di Gorkij a Mosca. Il tribunale russo incaricato di giudicarli cominciò le udienze il 26 novembre 1941 (dopo la fine della rivolta e mentre la Lituania era stata già occupata dalla Germania). Le sentenze furono emesse due giorni dopo: Bulvičius fu giustiziato, mentre Masiliūnas, Nasevičius e Statkus furono esiliati in Siberia, insieme ad altre persone arrestate nello stesso periodo.
Lo studioso di storia della letteratura Juozas Ambrazevičius (alias Juozas Brazaitis) diventò primo ministro ad interim invece di Škirpa.
Il governo provvisorio poté fare ben poco per fermare le manovre antisemite fomentate dai nazisti e messe in atto pure dal Fronte attivista lituano, dimostrandosi anzi inizialmente incline a dare piena attuazione alle politiche tedesche. Durante le sei settimane della sua esistenza, esso emise circa 100 leggi e decreti, i quali in gran parte non furono applicati. Il governo organizzò forze volontarie, note come Tautinio Darbo Apsaugos Batalionas (TDA), affinché si potesse ricostituire un regolare esercito lituano. Il battaglione fu presto però impiegato dall'Einsatzkommando 3 e dal Rollkommando Hamann per le esecuzioni di massa degli ebrei lituani nel Nono Forte. Nello stesso momento le unità paramilitari guidate dal famigerato Algirdas Klimaitis si misero in azione a Kaunas e nel circondario.
Il governo provvisorio si sciolse nell'agosto del 1941 dopo non aver raggiunto l'obiettivo di una Lituania se non autonoma, quantomeno fornita di uno status speciale all'interno dell'orbita tedesca. A fine luglio i teutonici istituirono una propria amministrazione civile, il Reichskommissariat Ostland, ripartito in quattro Generalbezirk.
Tra i meriti maggiori rientra la strenua opposizione operata dai rappresentanti alla arenatasi proposta tedesca di costituire una Waffen SS lituana.

## Gabinetto

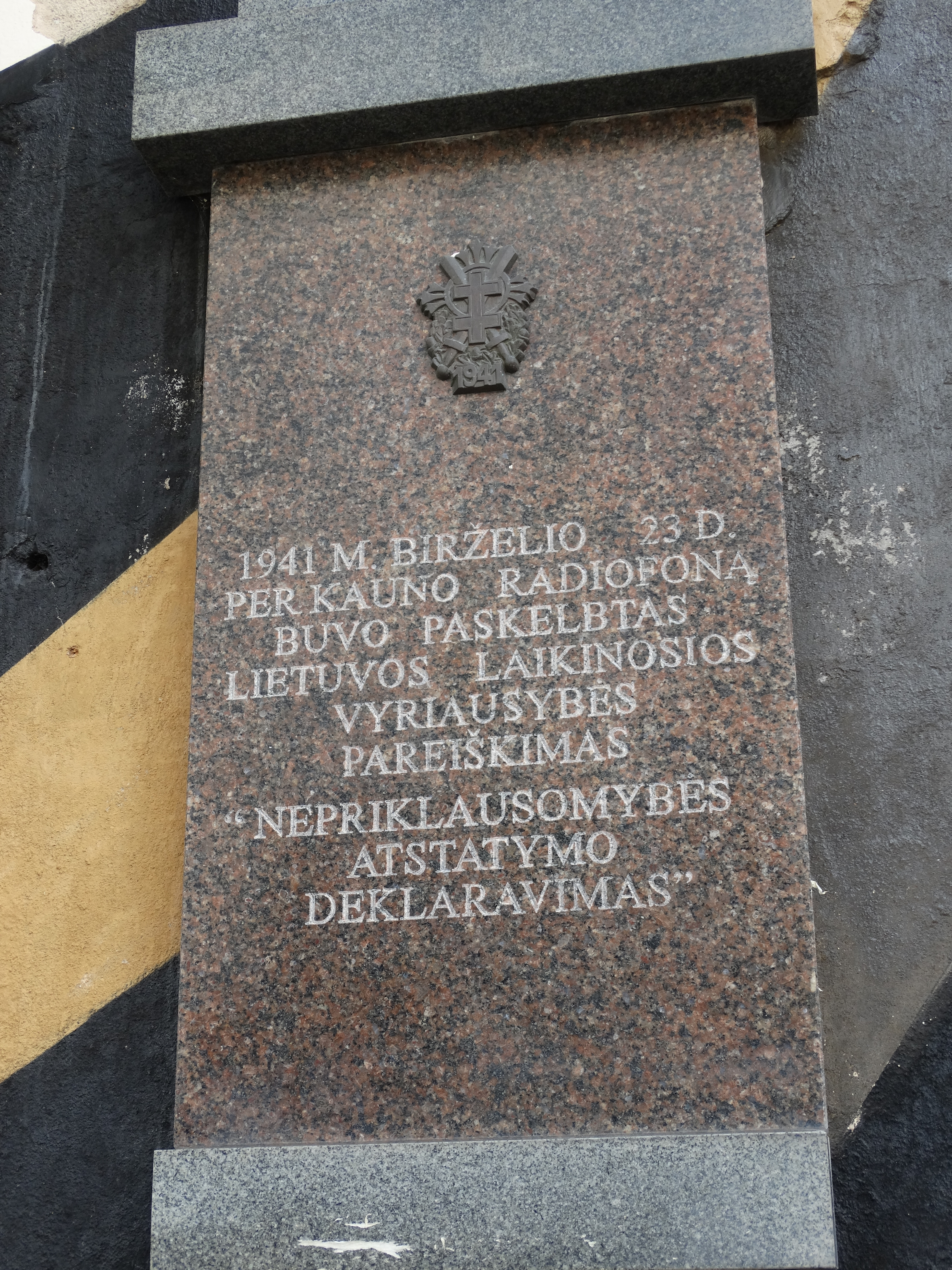
Insegna commemorativa sul muro dell'ex radiotelefono di Kaunas

Ecco un elenco delle persone che avrebbero dovuto comporre il governo:
- Primo Ministro: colonnello Kazys Škirpa (a cui fu impedito di assumere la carica e fu posto agli arresti domiciliari a Berlino)
- Primo Ministro ad interim/Ministro dell'istruzione: Juozas Ambrazevičius/Juozas Brazaitis
- Difesa: maggiore Vytautas Bulvičius (arrestato dai russi il 2 giugno, giustiziato a novembre), in seguito fu designato il generale Stasys Raštikis
- Affari esteri: Rapolas Skipitis (non fu in grado di lasciare Berlino)
- Affari interni: Vladas Nasevičius (arrestato dai sovietici il 21 giugno, successivamente spedito in Siberia)
- Finanza: Jonas Matulionis
- Salute: Ksaveras Vencius
- Economia: Vytautas Statkus (arrestato dai sovietici il 21 giugno, in seguito spedito in Siberia)
- Industria: medico e ingegnere Adolfas Damušis
- Agricoltura: Professor Balys Vitkus
- Politiche sociali: dottor Juozas Pajaujis-Javis
- Infrastrutture: ingegnere Vytautas Landsbergis-Žemkalnis
- Comunicazione: Jonas Masiliūnas (arrestato dai sovietici il 21 giugno, successivamente spedito in Siberia)
- Tesoro: Jonas Vainauskas (arrestato dai sovietici il 21 giugno)